# Linia kolejowa Piešťany – Vrbové
Linia kolejowa Piešťany – Vrbové – nieczynna linia kolejowa na Słowacji o długości 23,5 km, łącząca miejscowości Pieszczany i Vrbové. Jest to linia jednotorowa i niezelektryfikowana.